# Black Amaya Quinteto
Black Amaya Quinteto es una banda de rock and roll de Argentina formada en 2003 por el baterista Black Amaya.

## Historia

### El comienzo (2003)
El quinteto nace de una idea y deseo que Black tenía en mente desde hace unos años atrás, cuando escuchó por primera vez a Johnnie Johnson, pianista de toda la vida del reconocido Chuck Berry. Su intención era que la banda que formaría algún día tuviese al piano y al contrabajo como sonido principal, y que su repertorio contuviera los clásicos de los maestros del blues, Muddy Waters, J. Johnson, Elmore James, Willie Dixon, C. Berry, Howlin Wolf y otros creadores de la época de los años años 1950 y años 1960. Por supuesto que al sumarse la guitarra y batería no debía perder el sonido de esos años tan gloriosos de creación de la música del blues y el rock 'n' roll, que han inspirado a tantos grupos ingleses. Uno de los principales grupos que difundieron este estilo fueron los británicos The Rolling Stones, banda de la que Black con sus 16 años se sintió atraído hasta integrar su primer grupo Las Piedras. A pesar del furor de The Beatles por ese entonces, sin saberlo ya Black estaba tocando algunos temas de estos maestros, que a través de los años siguen sonando por el mundo.

### El debut de la banda (fines del 2003 y comienzos del 2004)
A fines del año 2003 Black se encuentra con el pianista Gabriel Geréz a quién le comenta su idea de formar el quinteto, los dos deciden unirse al sentirse admiradores de Johnson. Para emprender el proyecto, es Gerez quien le dice "yo tengo los músicos que vos necesitas", al poco tiempo tienen su primera formación ensayando con Federico Salgado en contrabajo, Diego Czainik en voz, Diego Suárez Castro en guitarra, Gabriel Gerez en piano y Black Amaya en batería.
El debut de Black Amaya Quinteto fue el 20 de diciembre de 2003 en Tabaco (Buenos Aires). A principios del año 2004 hacen su presentación en el Sadem (Sindicato Argentino de Músicos) e inician un ciclo exitoso en La Vaca Profrana (Buenos Aires) ya con el excelente guitarrista de blues Alberto García al alejarse del quinteto Diego Suárez Castro. Luego tocan en Radio Nacional en el programa "El Lado Oscuro del Sol" de Hugo Martínez, quien más tarde los convoca para tocar en diciembre a beneficio de la Fundación Padre Farinello junto a Viticus en Cemento, después viene "Doobop", importante pub de jazz situado en Chascomús, provincia de Buenos Aires.

### Inicios de su popularidad (2005)
Inician el año 2005 en La Vaca Profana, en el mes de abril se presentan en la plaza liran del barrio Versales a beneficio, siendo útiles escolares o alimento la entrada. Presentan su primer concierto acústico el 22 y 29 del mismo mes en "Las Mil y una Artes", un lugar de intercambio de diferentes actividades culturales de Buenos Aires. En el mes de mayo se aleja Alberto García y en su lugar se incorpora al quinteto Santiago García en guitarra para el concierto en Mr. Jones Pub, Ramos Mejía, donde el quinteto queda como banda estable con presentaciones mensuales, y así como también en La Vaca Profana, Capital Federal.
A partir de este momento el quinteto comienza a agregar a su repertorio de clásicos en inglés canciones propias en castellano, y a esa altura se impone la necesidad de grabar su primer CD, como respuesta a su público y a la banda. El 17 de junio en el Sala Lavarden de Rosario realizaron una exitosa presentación con muy buena cogida del público, quedan invitados para el próximo Festival de Blues a realizarse en el mismo lugar hacia fines de octubre. Apenas regresaron a Buenos Aires se presentan en el Centro Cultural Carlos Gardel. El 12 de agosto junto a Crosstown Traffic debutan en la Ciudad de Córdoba con una muy buena asistencia de más de 500 personas.

### Grabación y presentación de su primer discoConcarán(Fines del 2005 y comienzos del 2006)
A fines del año 2005 el Quinteto terminó la grabación de su primer trabajo discográfico, que se grabó, mezcló y masterizó en los estudios del Abasto con la dedicación exclusiva del Ing. Álvaro Villagra. Después de la exitosa presentación del Quinteto con su primer disco Concarán en "El Condado", Buenos Aires, el 20 de mayo de 2006, donde colmaron la capacidad del lugar, comienza una nueva etapa del quinteto. Con la incorporación de Nicolás Rafaeta, ex Pappo's Blues, quien suma su sonido de Hammond y piano, se inician una serie de presentaciones para compartir este nuevo disco con su público, empezando por Córdoba en el mes de junio, La Plata en el mes de julio y el resto del año en diferentes puntos del país.
Por otra parte es muy importante decir que lo que refleja el quinteto no es ni más ni menos que la síntesis de un recorrido musical y de vida... y en particular de Black.

## Integrantes
- Diego Czainik: Voz.
- Santiago García: Guitarra y slide.
- Federico Salgado: Contrabajo y coros.
- Alejo Urbani: Contrabajo.
- Nicanor Suárez: Contrabajo.
- Nicolás Raffaeta: Piano y hammond.
- Black Amaya: Batería.

## Discografía
- Concarán (2006)
- Enlazador de mundos (2008)